# Chondodendron microphyllum
Chondodendron microphyllum är en tvåhjärtbladig växtart som först beskrevs av August Wilhelm Eichler, och fick sitt nu gällande namn av Harold Norman Moldenke. Chondodendron microphyllum ingår i släktet Chondodendron och familjen Menispermaceae. Inga underarter finns listade i Catalogue of Life.